# Aname mellosa
Aname mellosa is een spinnensoort uit de familie Anamidae. De wetenschappelijke naam van de soort werd voor het eerst geldig gepubliceerd in 2012 door Harvey, Framenau, Wojcieszek, Rix en Harvey.
De soort komt voor in West-Australië.